# Rhizoprionodon longurio
O tubarão-bico-fino-do-Pacífico é uma espécie de tubarão do gênero Rhizoprionodon da família Carcharhinidae. É encontrado no leste do Oceano Pacífico dede os EUA até o Peru, e migra frequentemente ao longo da costa oeste do México. Eles são comumente capturados na pesca artesanal de Mazatlán, quando um grande número de tubarões-bico-fino-do-pacífico foram observados. Os cientistas concluíram que esse tipo de tubarão era um "tubarão vivíparo de tamanho pequeno nascendo com um comprimento médio de 31 cm".

## Taxonomia
O tubarão-bico-fino-do-pacífico foi descrito originalmente pelos biólogos norte-americanos David Starr Jordan e Charles Henry Gilbert em 1882 nomeado como "Carcharhinus Longurio".

## Aparência
O tubarão-bico-fino-do-pacífico tem um focinho longo e pontudo como todas as outras espécies de seu gênero, tem olhos grandes e arredondados; a sua área dorsal tem uma coloração azulada ou acastanhado; suas barbatanas peitorais e a dorsal são pequenas e quase do mesmo tamanho; tem um pequeno tamanho, um macho adulto chega no máximo 110 cm, já uma fêmea adulta chega no máximo 150 cm.

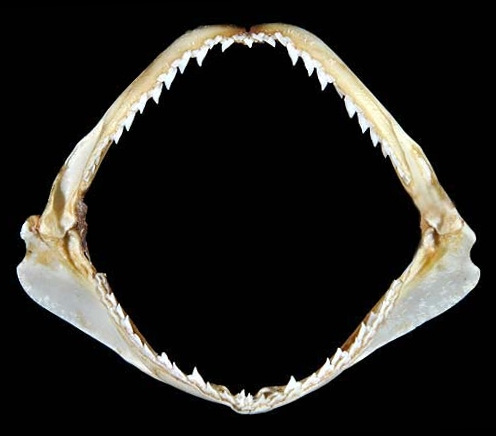
Arcada dentária de um tubarão-bico-fino-do-Pacífico.

## Distribuição e hábitat
É encontrado em águas costeiras subtropicais de até 100 metros de profundidade no leste do Oceano Pacífico, desde os Estados Unidos, México, América Central, Colômbia, Equador até Peru.

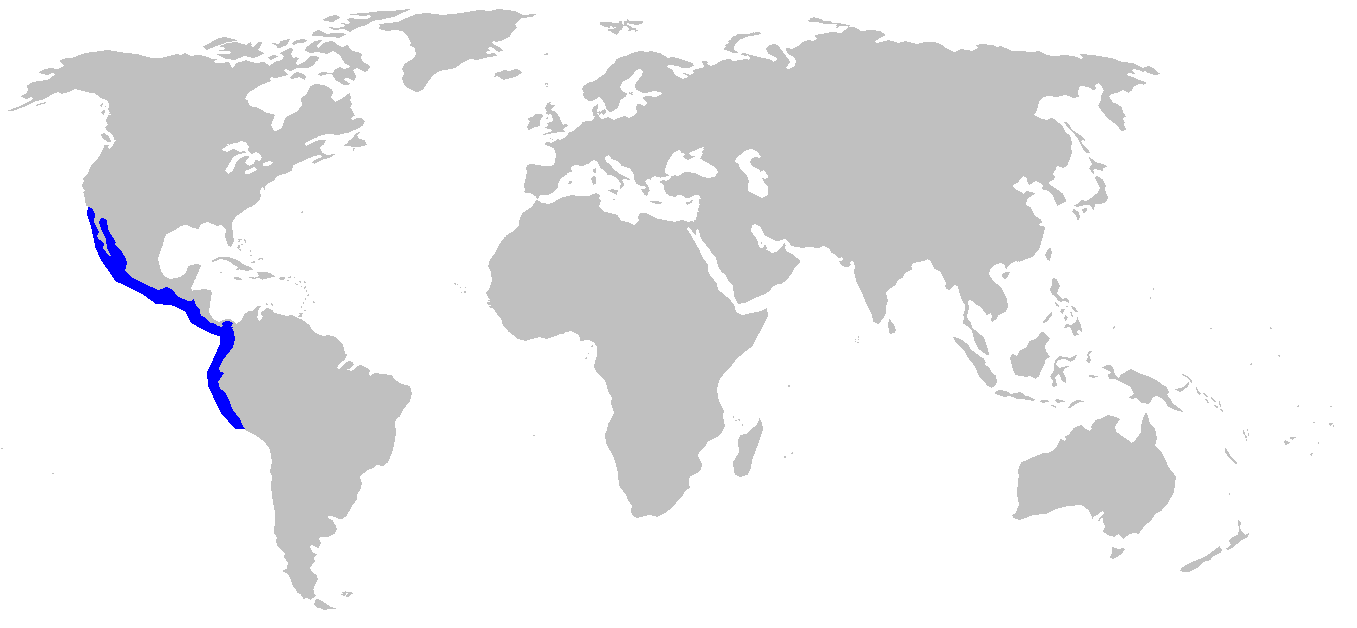
Distribuição geográfica do tubarão-bico-fino-do-pacífico.

## Reprodução
O número exato ou pelo menos estimado de quantos filhotes podem nascer em um ninho de tubarão-bico-fino-do-Pacífico ainda não foi divulgado. Mas, que no nascimento, os filhotes podem medir no total 31 cm de comprimento. E o período de gestação é de entre 11 e 12 meses.

## Estado de conservação
O tubarão-bico-fino-do-Pacífico foi considerado como Espécie deficiente de dados pela União Internacional para a Conservação da Natureza (IUCN) desde 2008.